# Rhytidoponera subcyanea
Rhytidoponera subcyanea is een mierensoort uit de onderfamilie van de Ectatomminae. De wetenschappelijke naam van de soort is voor het eerst geldig gepubliceerd in 1897 door Emery.